# Ramires
Ramires Santos do Nascimento, noto semplicemente come Ramires (Rio de Janeiro, 24 marzo 1987), è un ex calciatore brasiliano, di ruolo centrocampista.
Nel 2008 con la nazionale brasiliana ha vinto una medaglia di bronzo ai giochi olimpici estivi e la Confederations Cup nel 2009.

## Biografia
Nasce da una famiglia umile tra le favelas di Rio de Janeiro, dove è anche cresciuto.

## Caratteristiche tecniche
Interno di centrocampo, spesso è schierato anche da esterno o mezzala destra, ruolo in cui può far valere maggiormente la sua velocità, rapidità, resistenza e grinta. Per anni è stato considerato tra i migliori incursori del mondo, agile e forte anche nei contrasti nonostante il suo fisico leggero.

## Carriera

### Club
Cresciuto giocando a calcio per strada, a 15 anni supera un provino con il Joinville, squadra della Série C brasiliana, allenato dall'ex terzino della Nazionale uruguaiana e del Flamengo Sergio Ramírez. È acquistato dal Cruzeiro nel 2007 in cambio di 220.000 euro. Con la maglia del club brasiliano gioca 61 partite e nel 2008 la stampa brasiliana lo nomina tra i migliori centrocampisti del campionato nazionale.
Il 16 luglio 2009 il Benfica lo acquista per 8 milioni di euro.

#### Chelsea

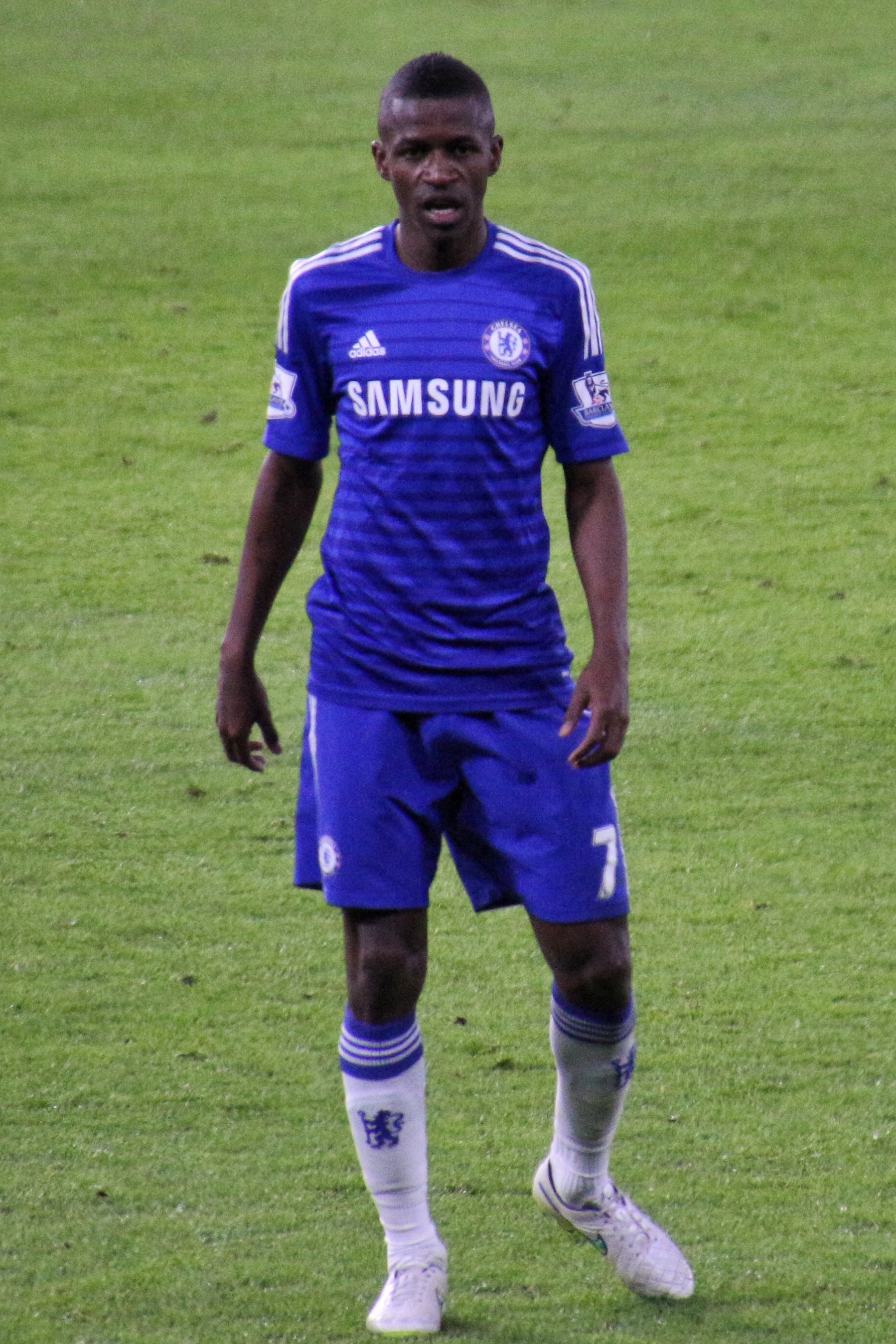
Ramires al Chelsea nel 2015

Il 13 agosto 2010 il Chelsea ha annunciato, attraverso il proprio sito ufficiale, l'acquisto dell'esterno brasiliano del Benfica. Il 28 agosto successivo Ramires fa il suo esordio in Premier League.
Segna il primo gol con la maglia dei Blues il 24 gennaio 2011 contro il Bolton, per poi ripetersi contro il Manchester City il 20 marzo 2011.
Il 24 aprile 2012 nella semifinale di ritorno di Champions League in casa del Barcellona, segna una delle reti che fissano il punteggio sul 2-2 con un pregevole pallonetto a scavalcare il portiere blaugrana Víctor Valdés, consentendo al Chelsea di raggiungere la finale di Monaco in virtù del risultato di 1-0 conseguito nella gara di andata. Vincerà quella stessa edizione della Champions League, e l'Europa League nel 2012-2013 col Chelsea.

#### Jiangsu Suning e Palmeiras
Il 27 gennaio 2016 si trasferisce, a titolo definitivo ai cinesi dello Jiangsu Suning per 28 milioni di euro firmando un contratto da 13 milioni di euro a stagione fino al 2019. Mette insieme complessivamente 64 presenze e 11 gol per poi perdere il posto nell’ultima stagione.
Il 13 giugno 2019 torna in patria firmando per il Palmeiras. Il 28 novembre 2020 risolve il contratto con la squadra brasiliana, rimanendo svincolato.

### Nazionale
Ai tempi del Cruzeiro fu notato dall'allora commissario tecnico della Nazionale, Carlos Dunga, che lo convoca per disputare le Olimpiadi 2008 a Pechino. Con il Brasile Ramires conquista il bronzo olimpico e un posto stabile in Nazionale maggiore. L'anno successivo al termine di un'altra stagione ad alti livelli viene convocato in Nazionale, questa volta per giocare due partite di qualificazione ai Mondiali di Sudafrica 2010 e la Confederations Cup 2009. Durante la Confederations Cup Ramires conquista un posto fisso da titolare nella Seleção togliendo spazio al centrocampista del Galatasaray Elano e riesce a conquistare il prestigioso trofeo con la Nazionale verdeoro.

## Statistiche

### Presenze e reti nei club
Statistiche aggiornate al 25 novembre 2020.
| Stagione         | Squadra          | Campionato       | Campionato | Campionato | Coppe nazionali | Coppe nazionali | Coppe nazionali | Coppe continentali | Coppe continentali | Coppe continentali | Altre coppe | Altre coppe | Altre coppe | Totale | Totale |
| Stagione         | Squadra          | Comp             | Pres       | Reti       | Comp            | Pres            | Reti            | Comp               | Pres               | Reti               | Comp        | Pres        | Reti        | Pres   | Reti   |
| ---------------- | ---------------- | ---------------- | ---------- | ---------- | --------------- | --------------- | --------------- | ------------------ | ------------------ | ------------------ | ----------- | ----------- | ----------- | ------ | ------ |
| 2005             | Joinville        | C1/CT+C          | ?+?        | ?+?        | -               | -               | -               | -                  | -                  | -                  | -           | -           | -           | ?      | ?      |
| 2006             | Joinville        | C1/CT+C          | ?+14       | ?+3        | -               | -               | -               | -                  | -                  | -                  | -           | -           | -           | 14+    | 3+     |
| gen.-apr. 2007   | Joinville        | C1/CT+C          | ?+0        | ?+0        | -               | -               | -               | -                  | -                  | -                  | -           | -           | -           | ?      | ?      |
| Totale Joinville | Totale Joinville | Totale Joinville | ?+14+      | ?+3+       |                 |                 |                 |                    |                    |                    |             |             |             | 14+    | 3+     |
| mag.-dic. 2007   | Cruzeiro         | M1/MG+A          | 0+32       | 0+3        | -               | -               | -               | CS                 | 2                  | 0                  | -           | -           | -           | 34     | 3      |
| 2008             | Cruzeiro         | M1/MG+A          | 12+25      | 2+6        | -               | -               | -               | CL                 | 10                 | 5                  | -           | -           | -           | 47     | 13     |
| gen. -lug. 2009  | Cruzeiro         | M1/MG+A          | 13+4       | 7+1        | -               | -               | -               | CL                 | 11                 | 1                  | -           | -           | -           | 28     | 9      |
| Totale Cruzeiro  | Totale Cruzeiro  | Totale Cruzeiro  | 25+61      | 9+10       |                 |                 |                 |                    | 23                 | 6                  |             |             |             | 109    | 25     |
| 2009-2010        | Benfica          | PL               | 26         | 4          | CP+CdL          | 1+4             | 0+1             | UEL                | 12                 | 0                  | -           | -           | -           | 43     | 5      |
| 2010-2011        | Chelsea          | PL               | 29         | 2          | FACup+CdL       | 3+1             | 0               | UCL                | 8                  | 0                  | -           | -           | -           | 41     | 2      |
| 2011-2012        | Chelsea          | PL               | 30         | 5          | FACup+CdL       | 6+1             | 4+0             | UCL                | 10                 | 3                  | -           | -           | -           | 47     | 12     |
| 2012-2013        | Chelsea          | PL               | 35         | 5          | FACup+CdL       | 6+4             | 2+1             | UCL+UEL            | 6+8                | 1+0                | CS+SU+Cmc   | 1+1+1       | 0           | 62     | 9      |
| 2013-2014        | Chelsea          | PL               | 30         | 1          | FACup+CdL       | 3+2             | 0+1             | UCL                | 10                 | 2                  | SU          | 1           | 0           | 46     | 4      |
| 2014-2015        | Chelsea          | PL               | 23         | 2          | FACup+CdL       | 2+3             | 1+0             | UCL                | 6                  | 1                  | -           | -           | -           | 34     | 4      |
| 2015-gen. 2016   | Chelsea          | PL               | 12         | 2          | FACup+CdL       | 1+2             | 0+1             | UCL                | 5                  | 0                  | CS          | 1           | 0           | 21     | 3      |
| Totale Chelsea   | Totale Chelsea   | Totale Chelsea   | 159        | 17         |                 | 21+13           | 7+3             |                    | 53                 | 7                  |             | 5           | 0           | 251    | 34     |
| 2016             | Jiangsu Suning   | CSL              | 26         | 4          | CC              | 6               | 1               | ACL                | 5                  | 0                  | SC          | 1           | 0           | 38     | 5      |
| 2017             | Jiangsu Suning   | CSL              | 23         | 7          | CC              | 2               | 1               | ACL                | 7                  | 4                  | SC          | 1           | 0           | 33     | 12     |
| 2018             | Jiangsu Suning   | CSL              | 0          | 0          | CC              | 1               | 0               |                    | -                  | -                  |             | -           | -           | 1      | 0      |
| Totale Jiangsu   | Totale Jiangsu   | Totale Jiangsu   | 49         | 11         |                 | 9               | 2               |                    | 12                 | 4                  |             | 2           | 0           | 72     | 17     |
| giu. -dic.2019   | Palmeiras        | A1/SP+A          | 0+6        | 0+0        | CB              | -               | -               |                    | -                  | -                  | -           | -           | -           | 6      | 0      |
| gen. -nov.2020   | Palmeiras        | A1/SP+A          | 11+16      | 1+0        | CB              | 3               | 0               | CL                 | 7                  | 0                  | -           | -           | -           | 37     | 1      |
| Totale Palmeiras | Totale Palmeiras | Totale Palmeiras | 11+22      | 1+0        |                 | 3               | 0               |                    | 7                  | 0                  |             | -           | -           | 43     | 1      |
| Totale carriera  | Totale carriera  | Totale carriera  | 367+       | 55+        |                 | 51              | 13              |                    | 107                | 17                 |             | 7           | 0           | 532+   | 85+    |

### Cronologia presenze e reti in nazionale
| Cronologia completa delle presenze e delle reti in nazionale ― Brasile | Cronologia completa delle presenze e delle reti in nazionale ― Brasile | Cronologia completa delle presenze e delle reti in nazionale ― Brasile | Cronologia completa delle presenze e delle reti in nazionale ― Brasile | Cronologia completa delle presenze e delle reti in nazionale ― Brasile | Cronologia completa delle presenze e delle reti in nazionale ― Brasile | Cronologia completa delle presenze e delle reti in nazionale ― Brasile | Cronologia completa delle presenze e delle reti in nazionale ― Brasile |
| Data                                                                   | Città                                                                  | In casa                                                                | Risultato                                                              | Ospiti                                                                 | Competizione                                                           | Reti                                                                   | Note                                                                   |
| ---------------------------------------------------------------------- | ---------------------------------------------------------------------- | ---------------------------------------------------------------------- | ---------------------------------------------------------------------- | ---------------------------------------------------------------------- | ---------------------------------------------------------------------- | ---------------------------------------------------------------------- | ---------------------------------------------------------------------- |
| 6-6-2009                                                               | Montevideo                                                             | Uruguay                                                                | 0 – 4                                                                  | Brasile                                                                | Qual. Mondiali 2010                                                    | -                                                                      | 65’                                                                    |
| 10-6-2009                                                              | Porto Alegre                                                           | Brasile                                                                | 2 – 1                                                                  | Paraguay                                                               | Qual. Mondiali 2010                                                    | -                                                                      | 59’                                                                    |
| 15-6-2009                                                              | Bloemfontein                                                           | Brasile                                                                | 4 – 3                                                                  | Egitto                                                                 | Conf. Cup 2009 - 1º Turno                                              | -                                                                      | 62’                                                                    |
| 18-6-2009                                                              | Pretoria                                                               | Brasile                                                                | 3 – 0                                                                  | Stati Uniti                                                            | Conf. Cup 2009 - 1º Turno                                              | -                                                                      |                                                                        |
| 21-6-2009                                                              | Pretoria                                                               | Italia                                                                 | 0 – 3                                                                  | Brasile                                                                | Conf. Cup 2009 - 1º Turno                                              | -                                                                      | 86’                                                                    |
| 25-6-2009                                                              | Johannesburg                                                           | Sudafrica                                                              | 0 – 1                                                                  | Brasile                                                                | Conf. Cup 2009 - Semifinale                                            | -                                                                      |                                                                        |
| 28-6-2009                                                              | Johannesburg                                                           | Brasile                                                                | 3 – 2                                                                  | Stati Uniti                                                            | Conf. Cup 2009 - Finale                                                | -                                                                      | 67’                                                                    |
| 5-9-2009                                                               | Rosario                                                                | Argentina                                                              | 1 – 3                                                                  | Brasile                                                                | Qual. Mondiali 2010                                                    | -                                                                      | 68’ 84’                                                                |
| 11-10-2009                                                             | La Paz                                                                 | Bolivia                                                                | 2 – 1                                                                  | Brasile                                                                | Qual. Mondiali 2010                                                    | -                                                                      | 30’                                                                    |
| 14-10-2009                                                             | Campo Grande                                                           | Brasile                                                                | 0 – 0                                                                  | Venezuela                                                              | Qual. Mondiali 2010                                                    | -                                                                      | 77’                                                                    |
| 2-3-2010                                                               | Londra                                                                 | Irlanda                                                                | 0 – 2                                                                  | Brasile                                                                | Amichevole                                                             | -                                                                      | 64’                                                                    |
| 7-6-2010                                                               | Dar es Salaam                                                          | Tanzania                                                               | 1 – 5                                                                  | Brasile                                                                | Amichevole                                                             | 2                                                                      | 49’                                                                    |
| 15-6-2010                                                              | Johannesburg                                                           | Brasile                                                                | 2 – 1                                                                  | Corea del Nord                                                         | Mondiali 2010 - 1º Turno                                               | -                                                                      | 84’ 88’                                                                |
| 20-6-2010                                                              | Johannesburg                                                           | Brasile                                                                | 3 – 1                                                                  | Costa d'Avorio                                                         | Mondiali 2010 - 1º Turno                                               | -                                                                      | 90+3’                                                                  |
| 25-6-2010                                                              | Durban                                                                 | Portogallo                                                             | 0 – 0                                                                  | Brasile                                                                | Mondiali 2010 - 1º Turno                                               | -                                                                      | 82’                                                                    |
| 28-6-2010                                                              | Johannesburg                                                           | Brasile                                                                | 3 – 0                                                                  | Cile                                                                   | Mondiali 2010 - Ottavi di finale                                       | -                                                                      | 72’                                                                    |
| 10-8-2010                                                              | East Rutherford                                                        | Stati Uniti                                                            | 0 – 2                                                                  | Brasile                                                                | Amichevole                                                             | -                                                                      | 59’                                                                    |
| 7-10-2010                                                              | Abu Dhabi                                                              | Iran                                                                   | 0 – 3                                                                  | Brasile                                                                | Amichevole                                                             | -                                                                      | 67’                                                                    |
| 11-10-2010                                                             | Derby                                                                  | Brasile                                                                | 2 – 0                                                                  | Ucraina                                                                | Amichevole                                                             | -                                                                      | 20’ 64’                                                                |
| 17-11-2010                                                             | Doha                                                                   | Argentina                                                              | 1 – 0                                                                  | Brasile                                                                | Amichevole                                                             | -                                                                      | 85’                                                                    |
| 27-3-2011                                                              | Londra                                                                 | Brasile                                                                | 2 – 0                                                                  | Scozia                                                                 | Amichevole                                                             | -                                                                      |                                                                        |
| 4-6-2011                                                               | Goiânia                                                                | Brasile                                                                | 0 – 0                                                                  | Paesi Bassi                                                            | Amichevole                                                             | -                                                                      | 38’, 79’                                                               |
| 3-7-2011                                                               | La Plata                                                               | Brasile                                                                | 0 – 0                                                                  | Venezuela                                                              | Coppa America 2011 - 1º turno                                          | -                                                                      | 76’                                                                    |
| 9-7-2011                                                               | Córdoba                                                                | Brasile                                                                | 2 – 2                                                                  | Paraguay                                                               | Coppa America 2011 - 1º turno                                          | -                                                                      | 70’                                                                    |
| 13-7-2011                                                              | Córdoba                                                                | Brasile                                                                | 4 – 2                                                                  | Ecuador                                                                | Coppa America 2011 - 1º turno                                          | -                                                                      |                                                                        |
| 17-7-2011                                                              | La Plata                                                               | Brasile                                                                | 0 – 0 dts (0 - 2 dtr)                                                  | Paraguay                                                               | Coppa America 2011 - Quarti di finale                                  | -                                                                      |                                                                        |
| 10-8-2011                                                              | Stoccarda                                                              | Germania                                                               | 3 – 2                                                                  | Brasile                                                                | Amichevole                                                             | -                                                                      | 86’                                                                    |
| 15-8-2012                                                              | Solna                                                                  | Svezia                                                                 | 0 – 3                                                                  | Brasile                                                                | Amichevole                                                             | -                                                                      |                                                                        |
| 7-9-2012                                                               | San Paolo                                                              | Brasile                                                                | 1 – 0                                                                  | Sudafrica                                                              | Amichevole                                                             | -                                                                      |                                                                        |
| 10-9-2012                                                              | Recife                                                                 | Brasile                                                                | 8 – 0                                                                  | Cina                                                                   | Amichevole                                                             | 1                                                                      | 62’                                                                    |
| 11-10-2012                                                             | Malmö                                                                  | Brasile                                                                | 6 – 0                                                                  | Iraq                                                                   | Amichevole                                                             | -                                                                      | 81’                                                                    |
| 16-10-2012                                                             | Breslavia                                                              | Giappone                                                               | 0 – 4                                                                  | Brasile                                                                | Amichevole                                                             | -                                                                      | 37’ 87’                                                                |
| 14-11-2012                                                             | East Rutherford                                                        | Brasile                                                                | 1 – 1                                                                  | Colombia                                                               | Amichevole                                                             | -                                                                      | 78’                                                                    |
| 6-2-2013                                                               | Londra                                                                 | Inghilterra                                                            | 2 – 1                                                                  | Brasile                                                                | Amichevole                                                             | -                                                                      | 46’                                                                    |
| 7-9-2013                                                               | Brasilia                                                               | Brasile                                                                | 6 – 0                                                                  | Australia                                                              | Amichevole                                                             | 1                                                                      |                                                                        |
| 10-9-2013                                                              | Foxborough                                                             | Brasile                                                                | 3 – 1                                                                  | Portogallo                                                             | Amichevole                                                             | -                                                                      | 48’ 60’                                                                |
| 12-10-2013                                                             | Seul                                                                   | Corea del Sud                                                          | 0 – 2                                                                  | Brasile                                                                | Amichevole                                                             | -                                                                      | 46’                                                                    |
| 15-10-2013                                                             | Pechino                                                                | Brasile                                                                | 2 – 0                                                                  | Zambia                                                                 | Amichevole                                                             | -                                                                      | 46’                                                                    |
| 16-11-2013                                                             | Miami Gardens                                                          | Honduras                                                               | 0 – 5                                                                  | Brasile                                                                | Amichevole                                                             | -                                                                      | 64’                                                                    |
| 19-11-2013                                                             | Toronto                                                                | Brasile                                                                | 2 – 1                                                                  | Cile                                                                   | Amichevole                                                             | -                                                                      | 64’                                                                    |
| 5-3-2014                                                               | Johannesburg                                                           | Sudafrica                                                              | 0 – 5                                                                  | Brasile                                                                | Amichevole                                                             | -                                                                      | 46’ 75’                                                                |
| 3-6-2014                                                               | Goiânia                                                                | Brasile                                                                | 4 – 0                                                                  | Panama                                                                 | Amichevole                                                             | -                                                                      | 46’                                                                    |
| 12-6-2014                                                              | San Paolo                                                              | Brasile                                                                | 3 – 1                                                                  | Croazia                                                                | Mondiali 2014 - 1º turno                                               | -                                                                      | 88’                                                                    |
| 17-6-2014                                                              | Fortaleza                                                              | Brasile                                                                | 0 – 0                                                                  | Messico                                                                | Mondiali 2014 - 1º turno                                               | -                                                                      | 45’ 46’                                                                |
| 23-6-2014                                                              | Brasilia                                                               | Camerun                                                                | 1 – 4                                                                  | Brasile                                                                | Mondiali 2014 - 1º turno                                               | -                                                                      | 63’                                                                    |
| 28-6-2014                                                              | Belo Horizonte                                                         | Brasile                                                                | 1 – 1 dts (3 – 2 dtr)                                                  | Cile                                                                   | Mondiali 2014 - Ottavi di finale                                       | -                                                                      | 72’                                                                    |
| 4-7-2014                                                               | Fortaleza                                                              | Brasile                                                                | 2 – 1                                                                  | Colombia                                                               | Mondiali 2014 - Quarti di finale                                       | -                                                                      | 83’                                                                    |
| 8-7-2014                                                               | Belo Horizonte                                                         | Brasile                                                                | 1 – 7                                                                  | Germania                                                               | Mondiali 2014 - Semifinale                                             | -                                                                      | 46’                                                                    |
| 12-7-2014                                                              | Brasilia                                                               | Brasile                                                                | 0 – 3                                                                  | Paesi Bassi                                                            | Mondiali 2014 - Finale 3º posto                                        | -                                                                      | 73’                                                                    |
| 5-9-2014                                                               | Miami Gardens                                                          | Brasile                                                                | 1 – 0                                                                  | Colombia                                                               | Amichevole                                                             | -                                                                      | 29’ 46’                                                                |
| 9-9-2014                                                               | East Rutherford                                                        | Brasile                                                                | 1 – 0                                                                  | Ecuador                                                                | Amichevole                                                             | -                                                                      | 69’                                                                    |
| Totale                                                                 |                                                                        | Presenze                                                               | 51                                                                     |                                                                        | Reti                                                                   | 4                                                                      |                                                                        |

## Palmarès

### Club

#### Competizioni nazionali
- Campionato portoghese: 1

Benfica: 2009-2010
- Coppa di Lega portoghese: 1

Benfica: 2009-2010
- Coppa d'Inghilterra: 1

Chelsea: 2011-2012
- Coppa di Lega inglese: 1

Chelsea: 2014-2015
- Campionato inglese: 1

Chelsea: 2014-2015

#### Competizioni internazionali
- UEFA Champions League: 1

Chelsea: 2011-2012
- UEFA Europa League: 1

Chelsea: 2012-2013

### Nazionale

#### Competizioni giovanili e olimpiche
- Bronzo olimpico: 1

Pechino 2008

#### Competizioni maggiori
- Confederations Cup: 1

2009